# Francesco Manfredini
Francesco Onofrio Manfredini fue un violinista y compositor italiano del barroco, nacido en Pistoia, Italia, el 22 de junio de 1684 y fallecido en la misma localidad el 6 de octubre de 1762.
Fue bautizado el 22 de junio de 1684 en Pistoia. Estudió violín con Giuseppe Torelli y composición con Giacomo Antonio Perti en Bolonia. Actuó como violinista en Ferrara y Bolonia. 
Durante un tiempo fue maestro de capilla del Príncipe de Mónaco, Antonio Grimaldi a quien dedicó su opus. n.º 3. 
Regresó a Roma en 1727 como maestro de capilla de la Catedral de San Felipe. 
Fue padre del compositor Vincenzo Manfredini y del castrato y compositor Giuseppe Manfredini.

## Composiciones
Un número limitado de sus composiciones se conoce a través de ediciones impresas. Algunos otros trabajos han llegado a nosotros en forma manuscrita. 
- Doce Concertinos de cámara, opus 1 para violín y chelo.
- Doce Sinfonie da Chiesa opus 2, para dos violines y órgano.
- Doce Concerti opus 3 (de los cuales el más famoso es el n.º 12: Pastoral para la Navidad).
- Seis Sonatas para dos violines, chelo y clavecín .
- Seis oratorios (dos compuestos en Bolonia, cuatro compuestos en Pistoia).
- Concerto pour deux trompettes